# Радіант

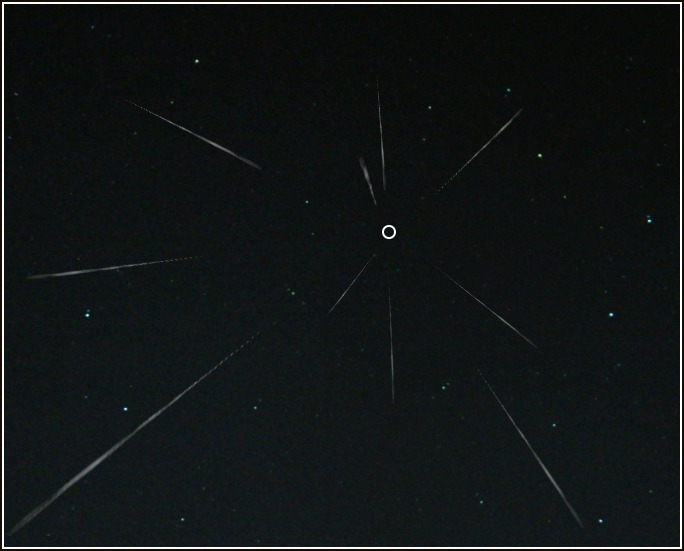
Траєкторії метеорів та розташування радіанту
(позначено колом)

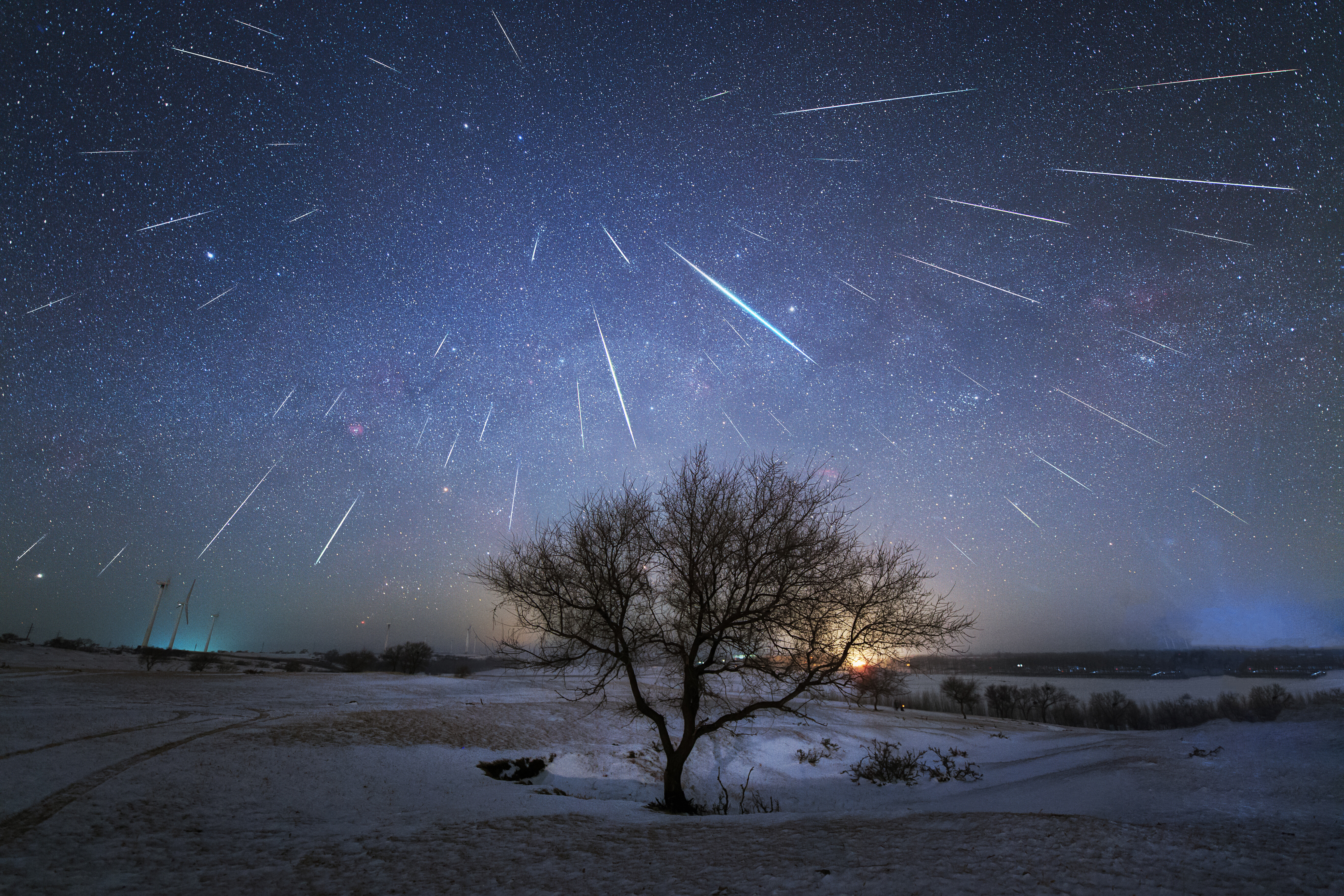
Метеорний потік Гемініди

Радіа́нт метеорного потоку (від лат. radians, род. відм. radiantis — той, що випромінює) — точка на небесній сфері, у якій перетинаються зворотні подовження траєкторій метеорів. Метеори кожного потоку рухаються у просторі майже паралельними траєкторіями, і внаслідок перспективи здається, що вони вилітають з однієї точки.
Метеорні потоки отримують назви за положенням своїх радіантів. Наприклад, Персеїди мають радіант у сузір'ї Персея, Леоніди в сузір'ї Лева (лат. Leo) і т. д.

## Фізика явища
Шляхи метеорів починаються й закінчуються у випадкових місцях на небі, але для всіх метеорів з одного дощу вони розходяться від одного радіанта. Радіант — це зникома точка траєкторій метеорів, які є паралельними лініями в тривимірному просторі, видимими спостерігачем на двовимірному небі. Метеор, шлях якого не вказує на відомий радіант, називаються спорадичним і не вважається частиною потоку.
Метеоритні потоки здебільшого викликані слідами пилу та уламків, що залишаються після комети. Цей пил продовжує рухатися вздовж траєкторії комети, і коли Земля рухається крізь такий кометний слід, виникає метеоритний дощ. Оскільки всі уламки рухаються приблизно в одному напрямку, всі метеори, які входять в атмосферу, мають швидкості в напрямку шляху комети. Як виняток, Гемініди є потоком, викликаним не кометою, а астероїдом 3200 Фаетон.
Під час активного періоду більшості дощів радіант щодня рухається на фоні зір майже на один градус на схід, паралельно екліптиці. Це називається добовим дрейфом радіанта і значною мірою зумовлено власним орбітальним рухом Землі навколо Сонця, який також відбувається майже на один градус на день. Оскільки радіант визначається швидкістю метеорита відносно Землі, зміна орбітального напрямку Землі на схід змушує радіант також рухатися на схід. У потоків із тривалим періодом активності, наприклад, у Персеїд, радіант за період активності може проходити досить довгий шлях небесною сферою. Положення радіанта зазвичай вказується на день максимуму потоку.
Метеорні дощі можуть з'явитися на небі ще до того, як радіант зійде над горизонтом. Поки радіант знаходиться на горизонті або під ним, спостерігається лише невелика кількість метеорів, які рухаються майже по дотичній до поверхні Землі.

## Визначення положення радіанта

### Графічний метод

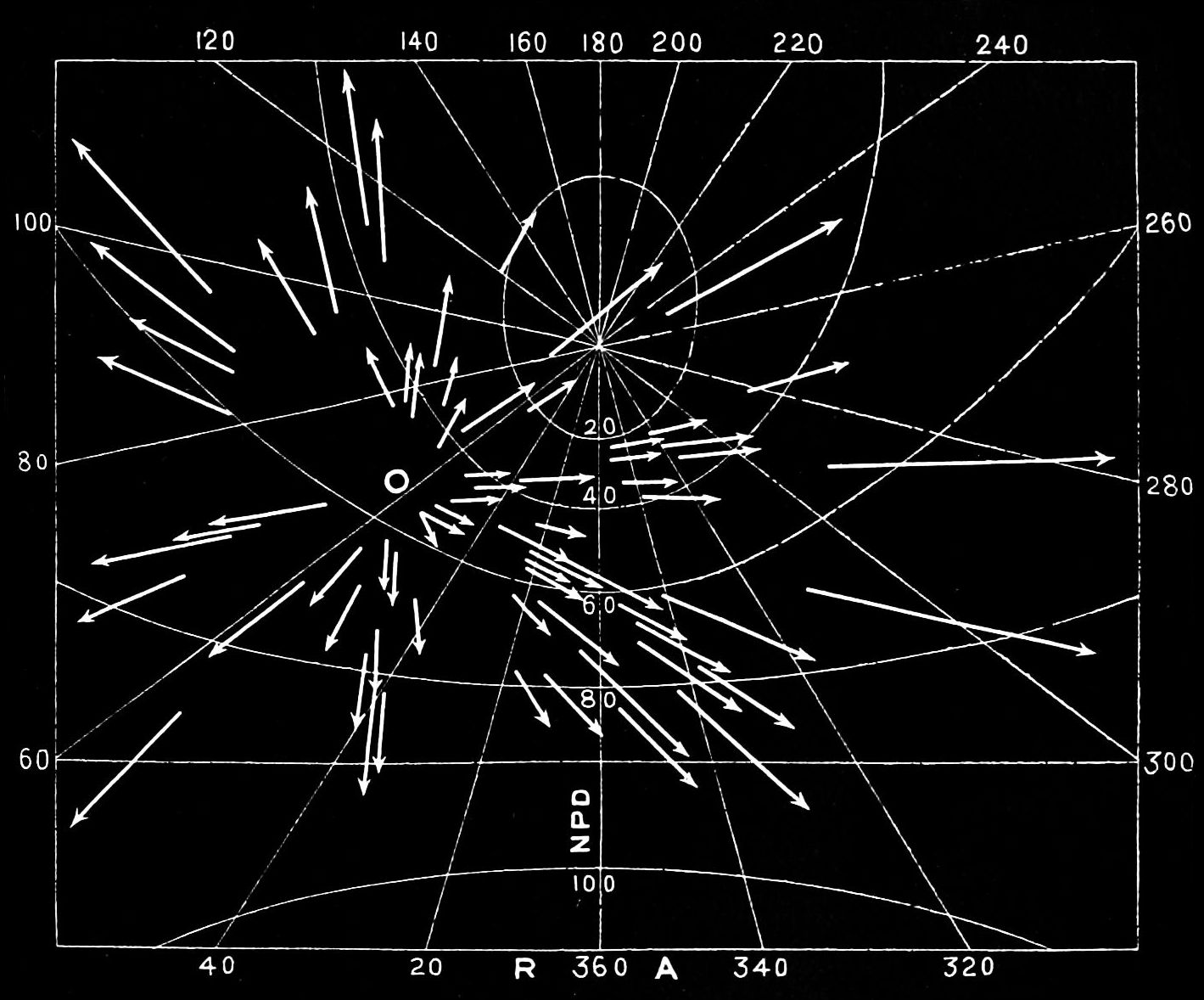
Радіант Персеїд за спостереженнями 1880—1881 років

У просторі при попаданні в земну атмосферу метеор рухається прямою, проте на видиму небесну сферу його слід проєктується у вигляді дуги великого кола небесної сфери. Тому в аматорській астрономії при визначенні радіанта визначаються екваторіальні координати початку та кінця сліду і наносяться на зоряну карту, виконану в гномонічній проєкції спеціального типу, що називається сіткою Лоренцоні. На карті в такій проєкції слід метеора буде прямою лінією, тому через початкову та кінцеву точки сліду просто проводять пряму лінію — вона пройде через радіант. Такі прямі від двох метеорів одного потоку перетнуться в радіанті.

### Обчислювальний метод
Для визначення радіанта обчислювальним методом спочатку зі спостереження метеора встановлюються екваторіальні координати двох точок метеорного кола (видимого шляху метеора на небі). Потім за формулами сферичної тригонометрії обчислюються екваторіальні координати осі, перпендикулярної до метеорного кола, і через них записується рівняння метеорного кола. Після цього таке ж рівняння одержують для другого метеора. Потім розв'язують систему цих двох рівнянь з двома невідомими, визначаючи наближені координати радіанта.
Якщо число метеорів, що спостерігалися, більше двох, стає можливим застосування методу найменших квадратів до системи рівнянь, написаних для кожного з них, при цьому крім визначення координат радіанта можна оцінити й точність цього визначення.

## Приклади радіантів
Метеорні потоки зазвичай називають іменами сузір'ів, у яких розташовані їх радіанти (Персеїди — від сузір'я Персея, Леоніди — від сузір'я Лева), або ж (якщо у сузір'ї розташовано кілька радіантів) — за назвою найближчої зорі (Ета-Аквариди — η Aquarii, Ети Водолія; Дельта-Аквариди — від δ Aquarii, Дельта Водолія).
| Потік           | Розташування радіанта |
| --------------- | --- |
| Ета-Аквариди    | Біля зорі Ета Водолія |
| Дельта-Аквариди | Подвійний радіант біля зорі Дельта Водолія |
| Гемініди        | Сузір'я Близнят (поблизу зорі Кастор) |
| Драконіди       | Поблизу «голови» Дракона |
| Квадрантиди     | Сузір'я Волопаса, біля кордону із сузір'ями Геркулеса та Дракона; у часи відкриття потоку ця область неба належала сузір'ю Настінного Квадранта, яке тепер уже не існує. |
| Леоніди         | У «серпі» сузір'я Лева |
| Ліриди          | На кордоні сузір'їв Ліри та Геркулеса |
| Оріоніди        | Множинний радіант на межі сузір'їв Оріона і Близнят, біля зорі Гамма Близнят                                                                                             |
| Персеїди        | Сузір'я Персея, біля зорі Ета Персея |
| Тауриди         | Подвійний радіант у сузір'ї Тельця |